# Luke McCowan
Luke McCowan (* 9. Dezember 1997 in Greenock) ist ein schottischer Fußballspieler, der bei Celtic Glasgow in der Scottish Premiership unter Vertrag steht.

## Karriere
Luke McCowan wurde in Greenock geboren und besuchte die Notre Dame High School. In seiner Jugendzeit spielte McCowan zunächst bei East End United und wechselte danach in die Jugendmannschaften von Ayr United. Am 1. Juli 2017 unterzeichnete McCowan seinen ersten einjährigen Profivertrag in Ayr. In seiner ersten Saison bestritt er insgesamt fünf Pflichtspiele in drei verschiedenen Wettbewerben und erzielte dabei ein Tor im Challenge Cup gegen East Stirlingshire. Sein Ligadebüt in der dritten Liga gab er am 23. September 2017 bei einem 2:0-Auswärstsieg im Hampden Park gegen den FC Queen’s Park. Die Saison 2017/18 endete mit der Meisterschaft und dem Aufstieg in die zweite Liga. In der folgenden Spielzeit kam McCowan auf fünf Zweitligaspiele und erreichte mit der Mannschaft die Aufstiegs-Relegation in dem ihm ein Tor gegen Inverness Caledonian Thistle gelang. Der Aufstieg in die Scottish Premiership wurde jedoch verpasst. McCowan unterschrieb nach der Saison einen neuen Zweijahresvertrag. Ab der Saison 2019/20 gelang ihm der Durchbruch in der ersten Mannschaft von Ayr. So erzielte er im Ligapokal in der Gruppenphase in vier Spielen vier Tore, und in 24 Ligapartien fünf Tore, ehe die Saison im April 2020 vorzeitig aufgrund der COVID-19-Pandemie abgebrochen wurde. Während der Saison sah McCowan am 9. November 2019 die erste Rote Karte in seiner Karriere, als er gegen Queen of the South vom Platz gestellt wurde. In der verkürzten COVID-19-Saison 2020/21 blieb McCowan fester Bestandteil des Teams und kam in 26 von 27 Zweitligaspielen zum Einsatz und traf wie in der Vorsaison fünfmal in das gegnerische Tor. Ähnlich wie in der vorherigen Saison wurde er gegen Queen of the South vom Platz gestellt, diesmal mit einer Gelb-Roten Karte.
Am 1. Juni 2021 unterzeichnete McCowan einen Zweijahresvertrag beim schottischen Erstligisten FC Dundee. Sein Debüt für den Verein gab er im Ligapokal am 13. Juli 2021 gegen die Brora Rangers, als er für Charlie Adam eingewechselt wurde. Eine Woche später erzielte McCowan im gleichen Wettbewerb gegen den FC Montrose sein erstes Pflichtspieltor für Dundee. Als Tabellenletzter stieg Dundee am Ende der Saison 2021/22 in die zweite Liga ab. McCowan absolvierte in der Abstiegssaison 29 Spiele und traf viermal. Direkt in der folgenden Spielzeit gelang der Wiederaufstieg als Meister der Scottish Championship. McCowan hatte daran großen Einfluss durch seine starken Leistungen. Er erzielte in 30 Ligaspielen sieben Tore und war nach Zach Robinson (12) und Lyall Cameron (8) der drittbeste Torjäger seiner Mannschaft. Vor dem Start der Erstligasaison 2023/24 verlängerte er seinen Vertrag bis 2025.
Im August 2024 wechselte McCowan zu Celtic Glasgow.

## Erfolge
mit Celtic Glasgow:
- Schottischer Meister: 2025